# Мост Алленби

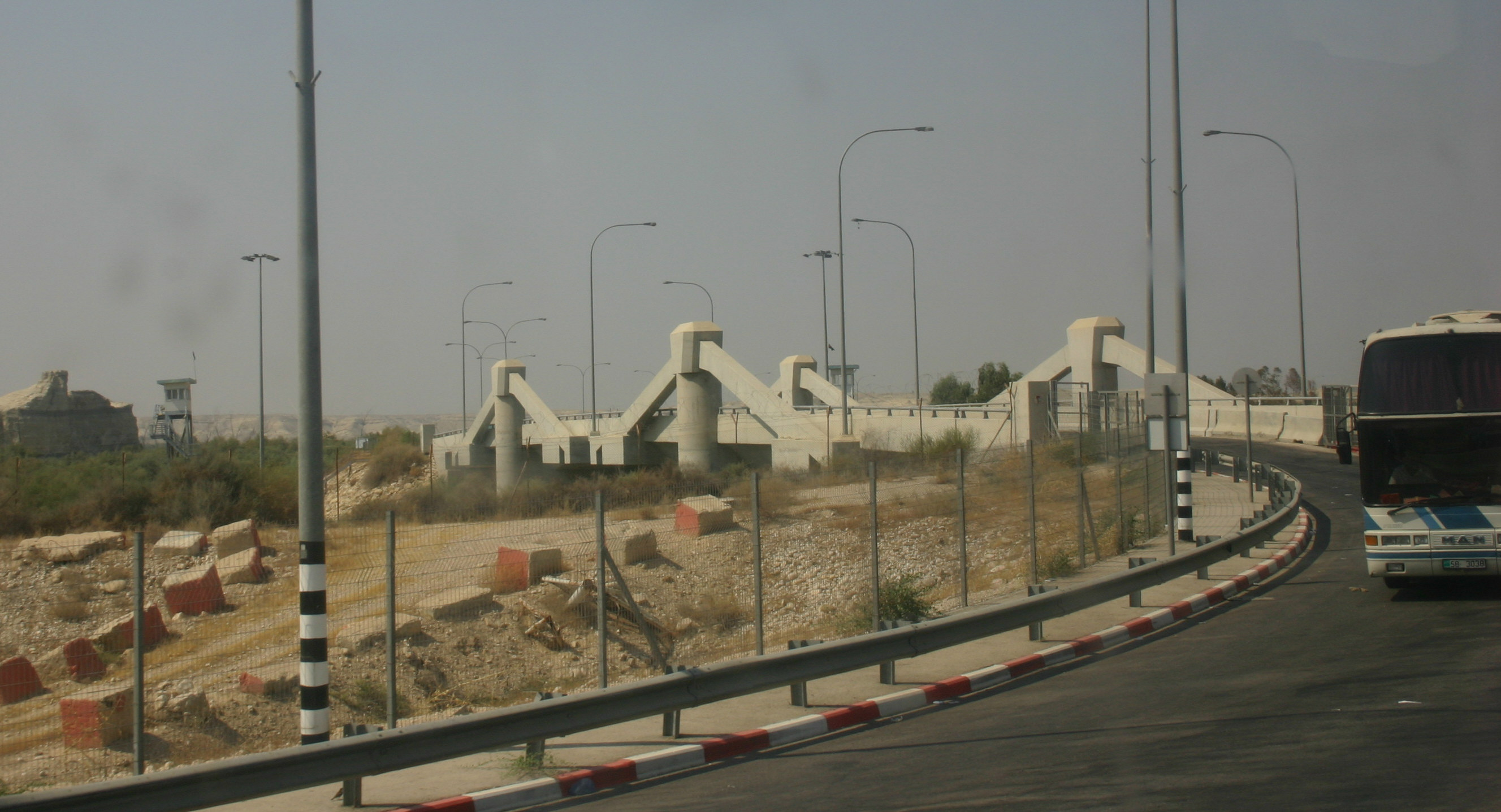
Современный мост

Мост Алленби (ивр. גשר אלנבי‎, араб. جسر الملك حسين‎, англ. Allenby Bridge) — мост и контрольно-пропускной пункт на границе между Израилем и Иорданией. Мост пересекает реку Иордан и соединяет Иерихон на Западном берегу реки Иордан с Иорданией.
Мост назван в честь английского фельдмаршала Эдмунда Алленби. В арабоязычных источниках иногда встречается название «Мост короля Хусейна» (в честь иорданского короля Хусейна бен Талаля).
Мост был построен в 1918 году и разрушен 16 июня 1946 года. В том же году мост был частично отремонтирован. В конце 1990-х годов, после заключения мира между Иорданией и Израилем, мост был отремонтирован с помощью японского правительства.